# アクシージア
株式会社アクシージア（英語: AXXZIA Inc.）は、化粧品の製造・販売を主な事業とする日本の企業である。
中国プレミアム・スキンケア市場を主戦場としており、TmallやDouyin等、規模の大きいECプラットフォームでの販売を中心としている。

## 沿革
- 2011年 オリエンティナ化粧品株式会社設立。エステサロン向け化粧品の開発・製造に着手。
- 2012年 社名をオリエンティナ化粧品株式会社から株式会社アクシージアへ変更。
- 2013年 エステサロン向けスキンケアブランド「Le Ciel de L’aube（ルシエル ド ローブ）」を上市。
- 2016年 小売市場向け目もとケア・スキンケアブランド「AXXZIA Beauty Eyes（アクシージア ビューティー アイズ）」を上市。小売市場向けサプリメントブランド「Venus Recipe（ヴィーナス レシピ）」を上市。
- 2018年 Xiaozi Cosmetic (Shanghai) Inc.を連結子会社（100%）として設立。
- 2019年 中国大手ECプラットフォーム「RED(小紅書)」、「Tmall Global(天猫国際)」にアクシージア旗艦店を出店。小売市場向けスキンケアブランド「AGtheory（エイジーセオリー）」を上市。
- 2021年 東京証券取引所マザーズ市場に上場。エステサロン向けスキンケアブランド「THE B PRO（ザ ビー プロ）」を上市。初の直営店舗「AXXZIA GINZA SIX店」をオープン。小売市場向けスキンケアブランド「LisBeau（リスビュー）」を上市。中国大手モバイルビデオアプリ「抖音（Douyin）」にアクシージア旗艦店を出店。中国大手Eコマースプラットフォーム「京東（JD.com）」にアクシージア旗艦店を出店。
- 2022年 株式会社ユイット・ラボラトリーズを連結子会社化（100%）。東京証券取引所の市場再編に伴い、グロース市場に上場市場区分変更。中国大手モバイルビデオアプリ「快手（Kuaishou）」にアクシージア旗艦店を出店。
- 2023年 2店舗目となる直営店舗「AXXZIA 羽田エアポートガーデン店」をオープン。東京証券取引所プライム市場へ上場市場区分変更。3店舗目となる直営店舗「AXXZIA 大丸心斎橋店」をオープン。